# Толоченко, Олег Валерьевич
Олег Валерьевич Толоченко (род. 20 ноября 1972, Тольятти) — театральный режиссёр, режиссёр кино, сценарист, театральный педагог. Член Союза театральных деятелей РФ. Член Гильдии театральных режиссёров России. 

## Биография
Образование: Санкт-Петербургский гуманитарный университет профсоюзов, кафедра режиссуры, мастер курса: Нар. арт. РСФСР, профессор З. Я. Корогодский.
1999—2001 гг. — организовал в Тольятти совместно с профессиональными актёрами собственную театральную студию «Паноптикум». За это время выпущены спектакли «Невеста» (А. Чехов), «Три свидания» (В. Ерофеев), «Голова кругом» (Б. Виан).
2003—2009 — преподаёт на актёрской кафедре в Волжском университете имени В. Н. Татищева актёрское мастерство, теорию драмы и историю киноискусства.
2004—2006 — главный, а затем очередной режиссёр тольяттинского ТЮЗа. Поставленные спектакли: «Митина любовь» (И. Бунин), «Гроза» (А. Островский), «Считаю до пяти» (М. Бартенев).
2006—2007 — главный режиссёр тольяттинского театра кукол. Поставленные спектакли: «Аистенок и пугало» (Л. Лопейска, Г. Крчулова), «Лекарь Волька» (М. Ботева)
2008—2022 — режиссёр Молодёжного драматического театра в Тольятти. Поставленные спектакли: «Голый король» (Е. Шварц), «Про Иванушку-дурачка» (М. Бартенев), «Театральный урок» (по рассказам А. Чехова),

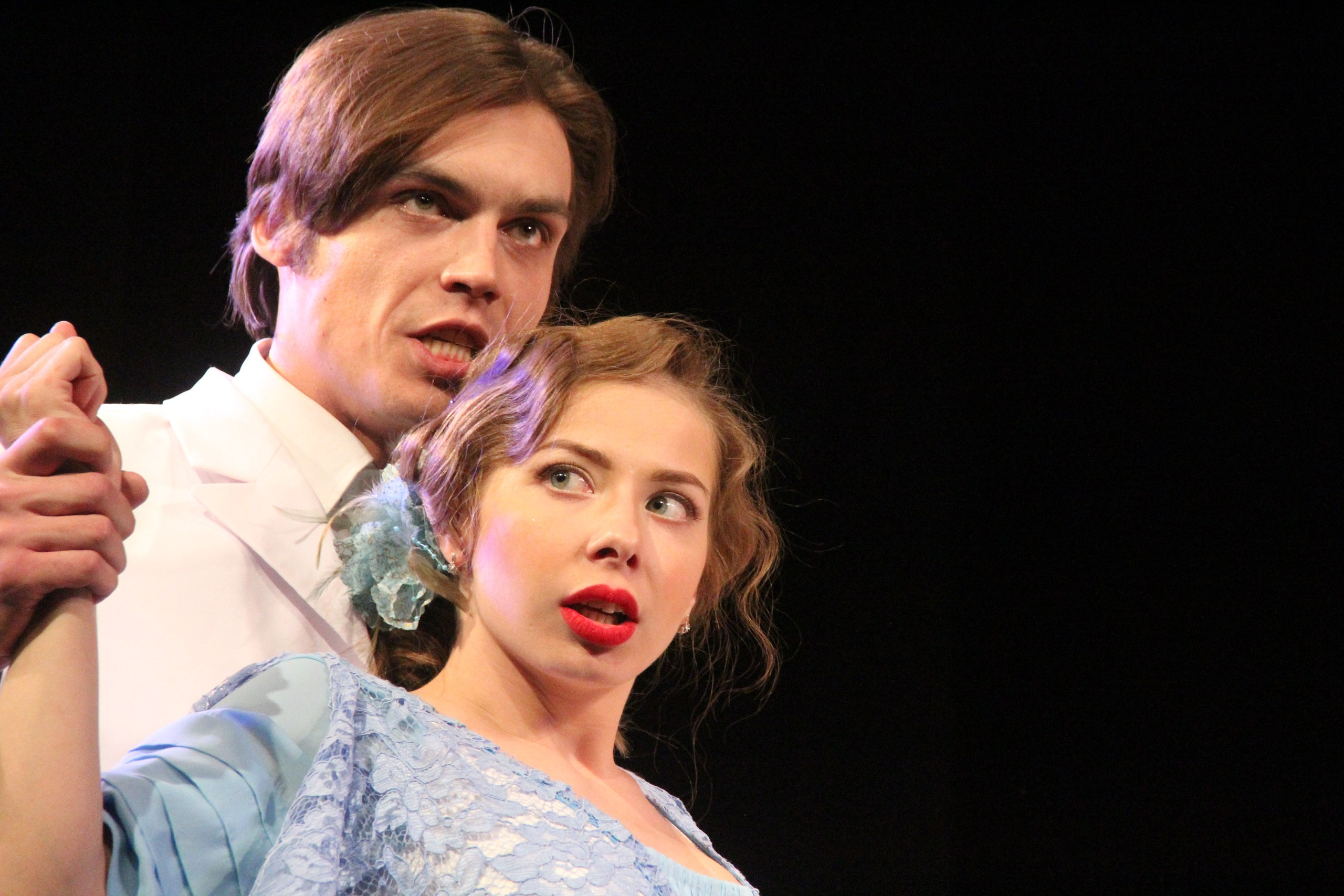
«Жорж Данден или одураченный муж» Ж.-Б. Мольер (Анжелика — Виктория Толоченко, Клитандр — Григорий Береснев) МДТ. Тольятти.

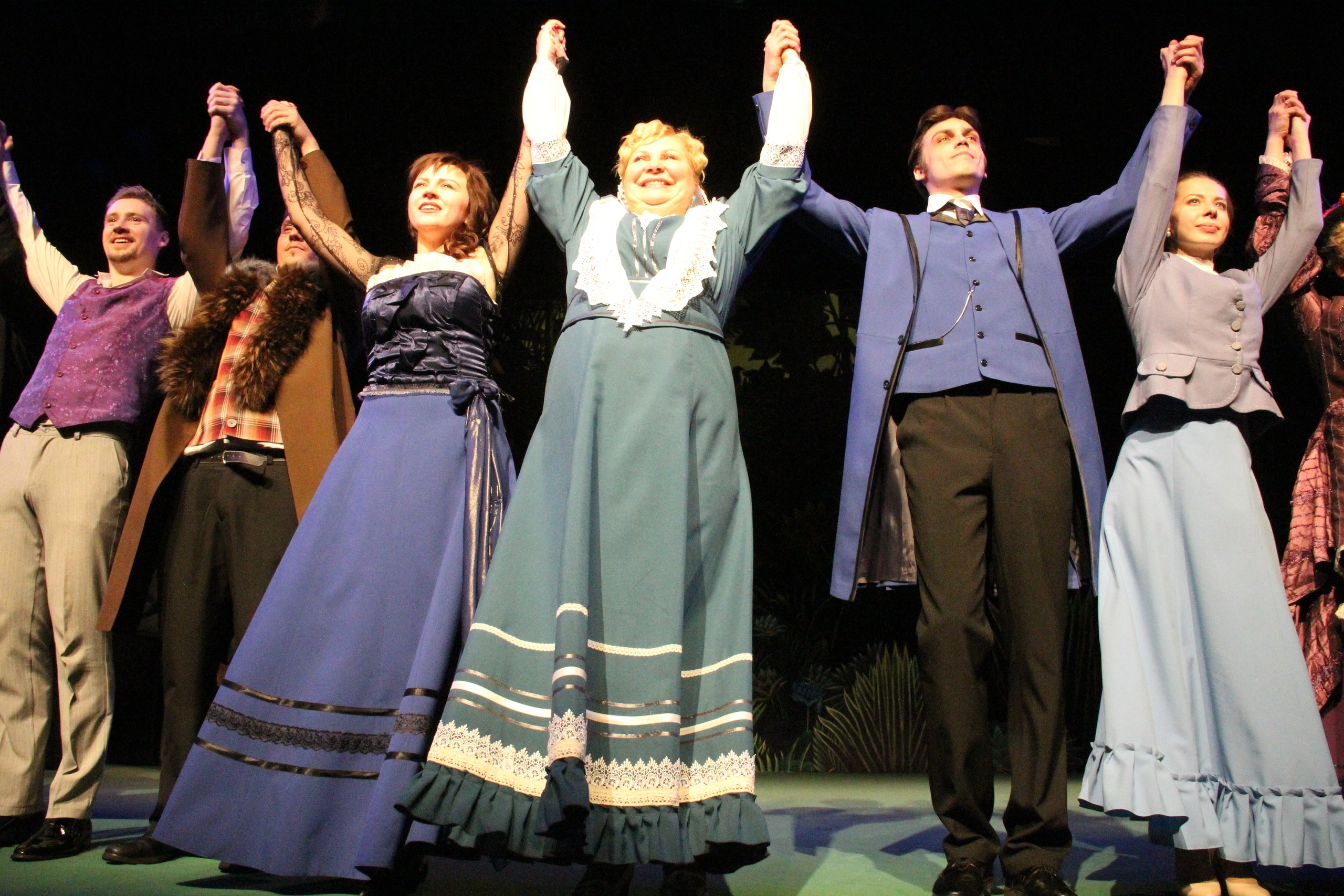
«Касатка» А. Толстой (МДТ, Тольятти)

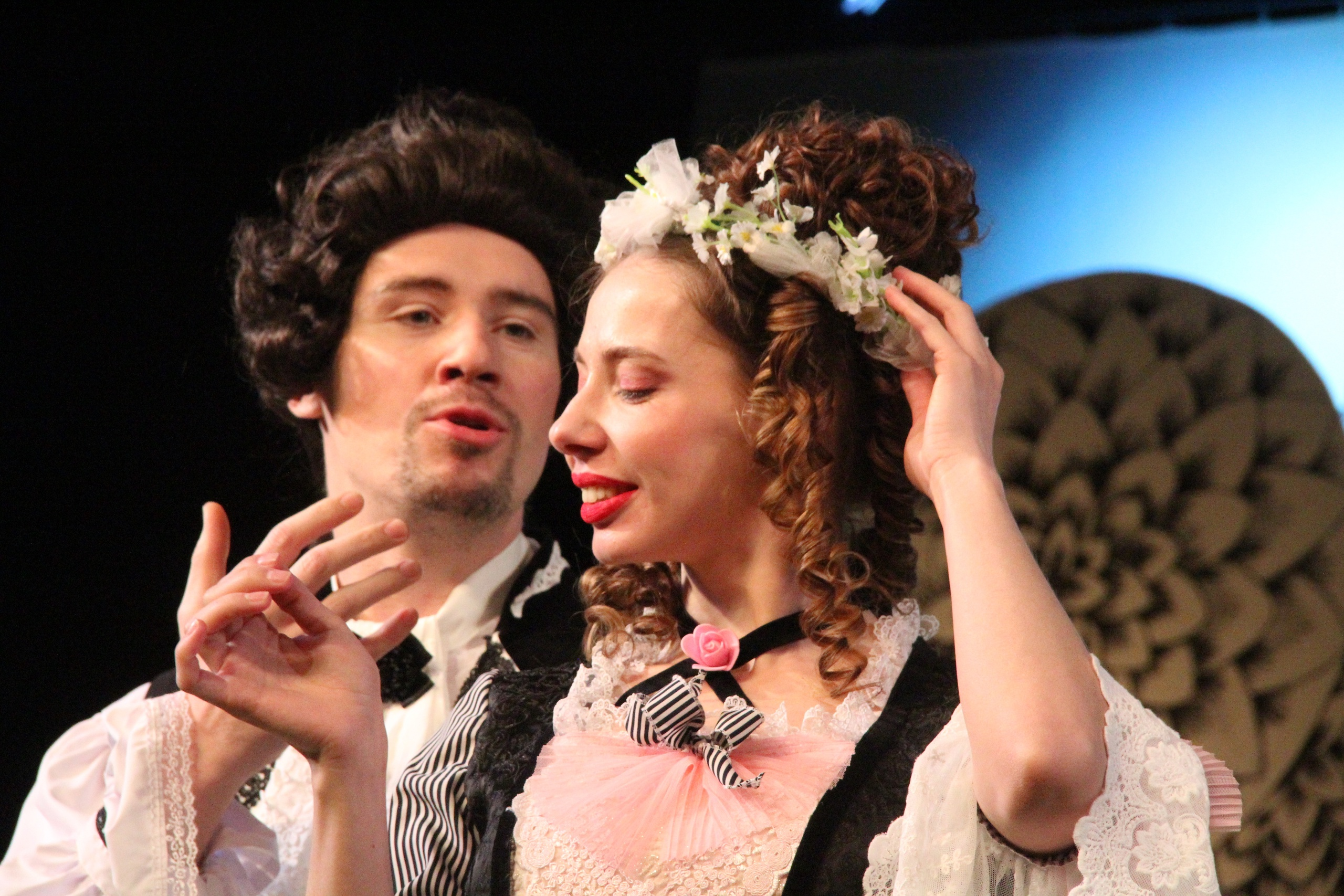
"Женитьба Фигаро" П. Бомарше (Фигаро - Антон Шибанов, Сюзанна - Виктория Толоченко). Фото: Вячеслав Смирнов.

«Очень трудный волчонок» (И. Чернышев), «Станционный смотритель» (А. Пушкин), «Крабле! Крибле! Бумс!» (Г. Сапгир), «Лекарь Волька» (М. Ботева), «Олеся» (А. Куприн), «Свадьба» (А. Чехов), «Аленький цветочек» (И. Карнаухова, Л. Браусевич), «Страсти по Насте» (М. Бартенев, А. Усачев), «Ёлка для наследника Тутти» (В. Яковлев), «Великие путешественники» (М. Зощенко), «Лейтенант с острова Инишмор» (Мартин МакДонах), «Я девушка, ищу парня» (Надежда Щербакова), «Муж и жена снимут комнату» (М. Рощин), «Год змеи» (С. Давыдов, О. Толоченко), «Жорж Данден или одураченный муж» Мольер), «Касатка» (А. Толстой), "Синьора Вера" (Т. Голюнова), "Женитьба Фигаро" (П. Бомарше).
В мае 2018 в нижегородском театре «Комедія» в драматической трилогии «Пушкин. Триптих» был поставлен «Станционный смотритель» А. С. Пушкина.
В Мурманском областном драматическом театре с большим успехом идут спектакли Олега Толоченко: "Елка для наследника Тутти" (В. Яковлев) и "Фуршет после премьеры" (В. Красногоров).
Как педагог-режиссёр плодотворно работает в сфере среднего художественного образования. Оперные, хореографические, драматические постановки с детскими коллективами многократно становились победителями региональных и российских творческих конкурсов.
С 2013 года участник режиссёрской лаборатории под руководством Нар. артиста России Валерия Фокина в Санкт-Петербурге.
В декабре 2014 года спектакль Олега Толоченко «Ёлка для наследника Тутти» был приглашён международным фестивалем лучших детских театров Европы «В гостях у сказки» для гастрольного тура по городам Израиля. Эта поездка стала первыми зарубежными гастролями, в которых принял участие тольяттинский театр. По результатам поездки между МДТ и израильскими организаторами возникла договоренность о дальнейшем сотрудничестве. В сентябре 2015 года состоялись новые гастроли МДТ в Израиле со спектаклем, поставленным Олегом Толоченко. Гастроли завершились с большим успехом. В результате Молодежный драматический театр стал первым в Тольятти театром, перешедшим на международный уровень сотрудничества.
Как педагог руководил курсом на актерской кафедре Волжского Университета им. В. Н. Татищева. Многие ученики курса Олега Толоченко работают как в столичных, так и в региональных театрах, а также снимаются в кино.
C 2015 по 2022 год в качестве педагога и режиссёра сотрудничает с театральной школой-студией «Happy Life».
На протяжении долгого времени занимается экспериментальными видео и кинопроектами. На данный момент уже снято несколько игровых полнометражных фильмов.
В 2022 году покинул Россию. Основал вместе с супругой Викторией Толоченко свою актерскую школу и театр "NACHALO" в Черногории.

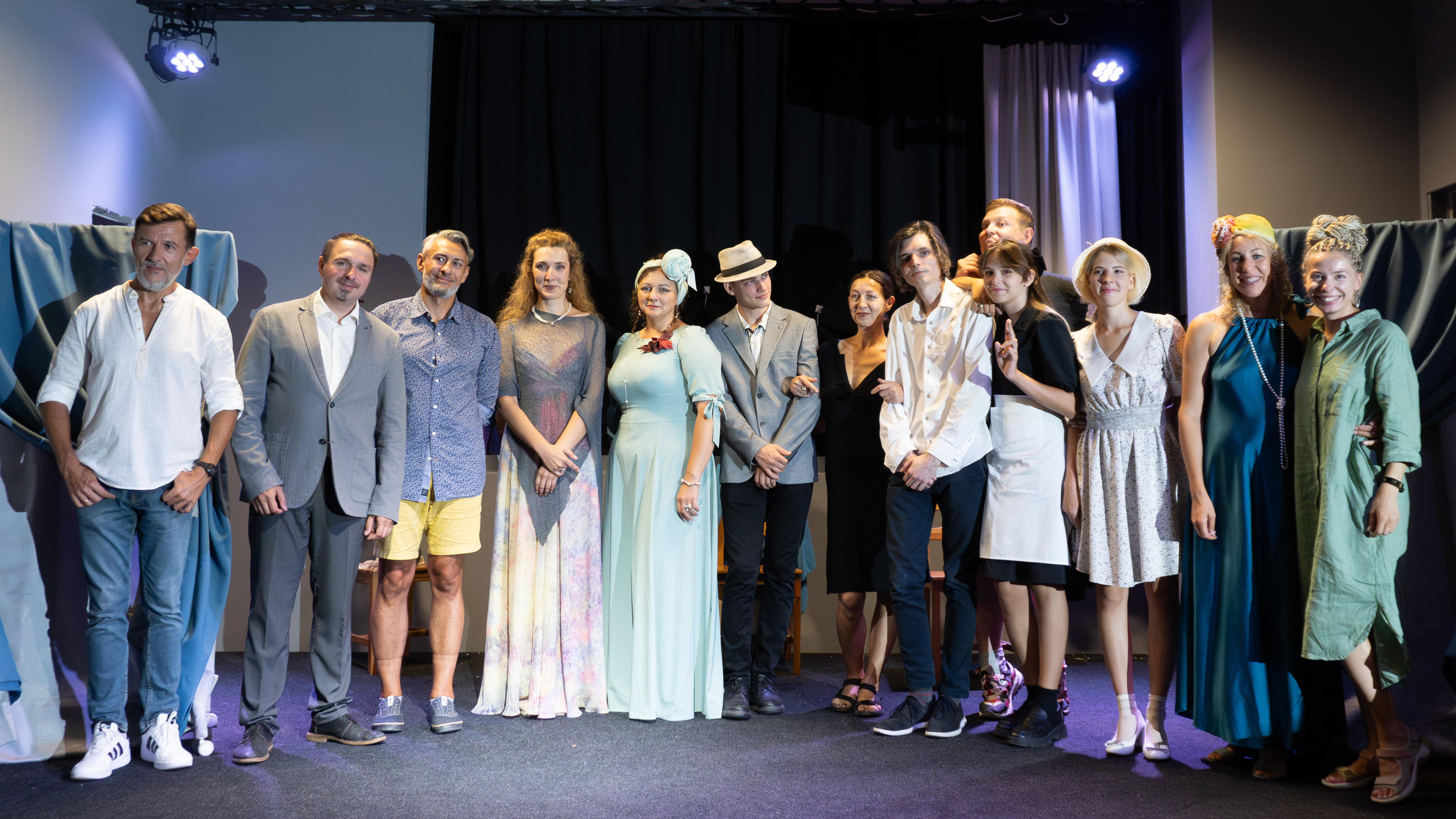
Актерская школа-театр "NACHALO" (Черногория)

## Кино
Режиссёр
Художественные фильмы (полный метр)
- 2018 — «Драйвер»
- 2019 — «Озеро» (по пьесе Михаила Дурненкова)
- 2020 — "Героя нет" (поэтический диалог)
- 2021 — "Песни женщин средней полосы" (по пьесе Ирины Чечиной)
- 2022 — "Селфи с судьбой" (по пьесам Надежды Гречанниковой)

Документальные фильмы
- 2008 — «Течение»
- 2013 — «Одиссея или жизнь у воды»

Сценарист
- 2017 — «Год змеи» (совм. с Сергеем Давыдовым)
- 2018 — «Драйвер»